# Лауринавичюс, Бронюс
Бронюс (Бронисловас) Лауринавичюс (лит. Bronius Laurinavičius, лит. Bronislavas Laurinavičius, 16 июля 1913 г., Гелюны — 24 ноября 1981 г., Вильнюс) — литовский католический священник, участник правозащитного движения.

## Биография
Родился в 1913 году в деревне Гелюны (в настоящее время — на западе Гродненской области Беларуси). В 1937 году окончил гимназию в Вильно. После службы в польской армии поступил там же в духовную семинарию; рукоположен в сан священника 4 июня 1944 года. Служил в городе Швенчёнис, в деревнях под Вильнюсом. В ряде мест руководил ремонтом и расширением церковных построек, в городе Швенчёнеляй завершил начатое еще до войны строительство церкви (освящена в 1959 году). В 1968 году по настоянию советских властей переведён в местечко Адутишкис.
За активную религиозную деятельность подвергался наказаниям в административном порядке. В свою очередь, свидетельства о. Лавринавичюса о действиях советских представителей, направленных против верующих, публиковались в выходившей самиздате «Хронике Литовской Католической Церкви».
В 1979 году вступил в Литовскую Хельсинкскую группу. 6 февраля 1980 года у ряда членов ЛХГ, в том числе у о. Б. Лауринавичюса, были проведены обыски. Последовали аресты.

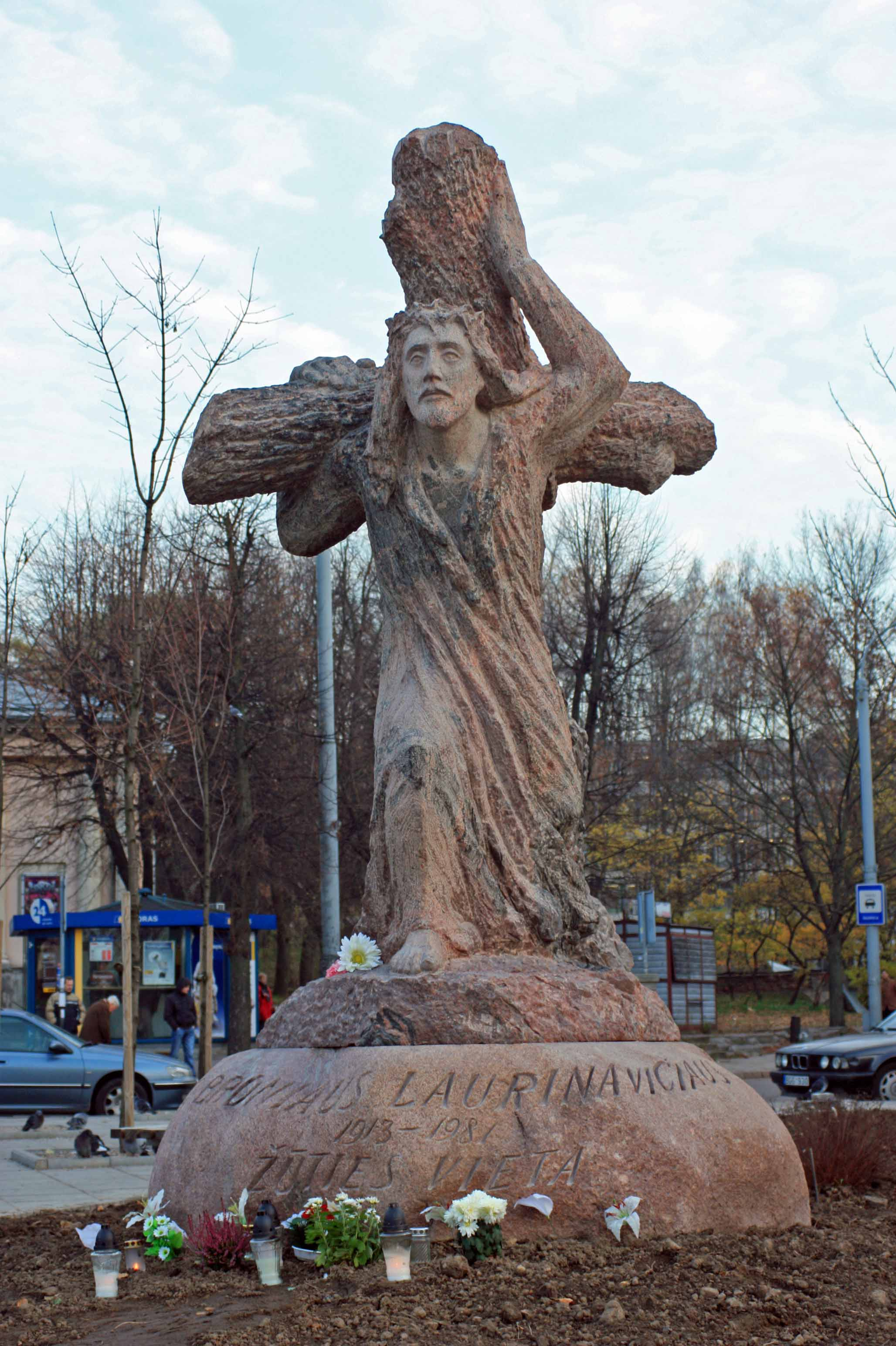
Памятник в сквере рядом с местом гибели о. Бронюса Лауринявичюса, установлен в 2010 году (автор — Атанас Кмеляускас)

21 ноября 1981 года в республиканской газете «Теса» была опубликована статья с резкими нападками на о. Лауринавичюса, после чего его вызвали в Вильнюс (от кого именно исходил вызов, осталось неизвестным). 24 ноября 1981 года ок. 20 ч. 20 мин. о. Лауринавичюс был сбит грузовиком МАЗ-503 на перекрестке улиц Дзержинского (ныне Калварию) и Жальгирё (сейчас сквер на этом перекрестке назван его именем). Некоторые свидетели заявляли, что пожилого мужчину нарочно толкнули под колеса четверо неизвестных.
Последним членом ЛХГ, находившимся на свободе, после гибели о. Лауринавичюса осталась Она Лукаускайте-Пошкене (1906—1983).

## Память
Погибший священник был похоронен в своем последнем приходе — в местечке Адутишкис, однако в 1988 году его останки были перенесены, в соответствии с его прижизненным желанием, в Швенчёнеляй.
Указом президента Литовской Республики от 21 августа 1998 года о. Бронюс Лауринавичюс был посмертно награжден Большим крестом Командора ордена Креста Витиса.